# Francisco de los Cobos

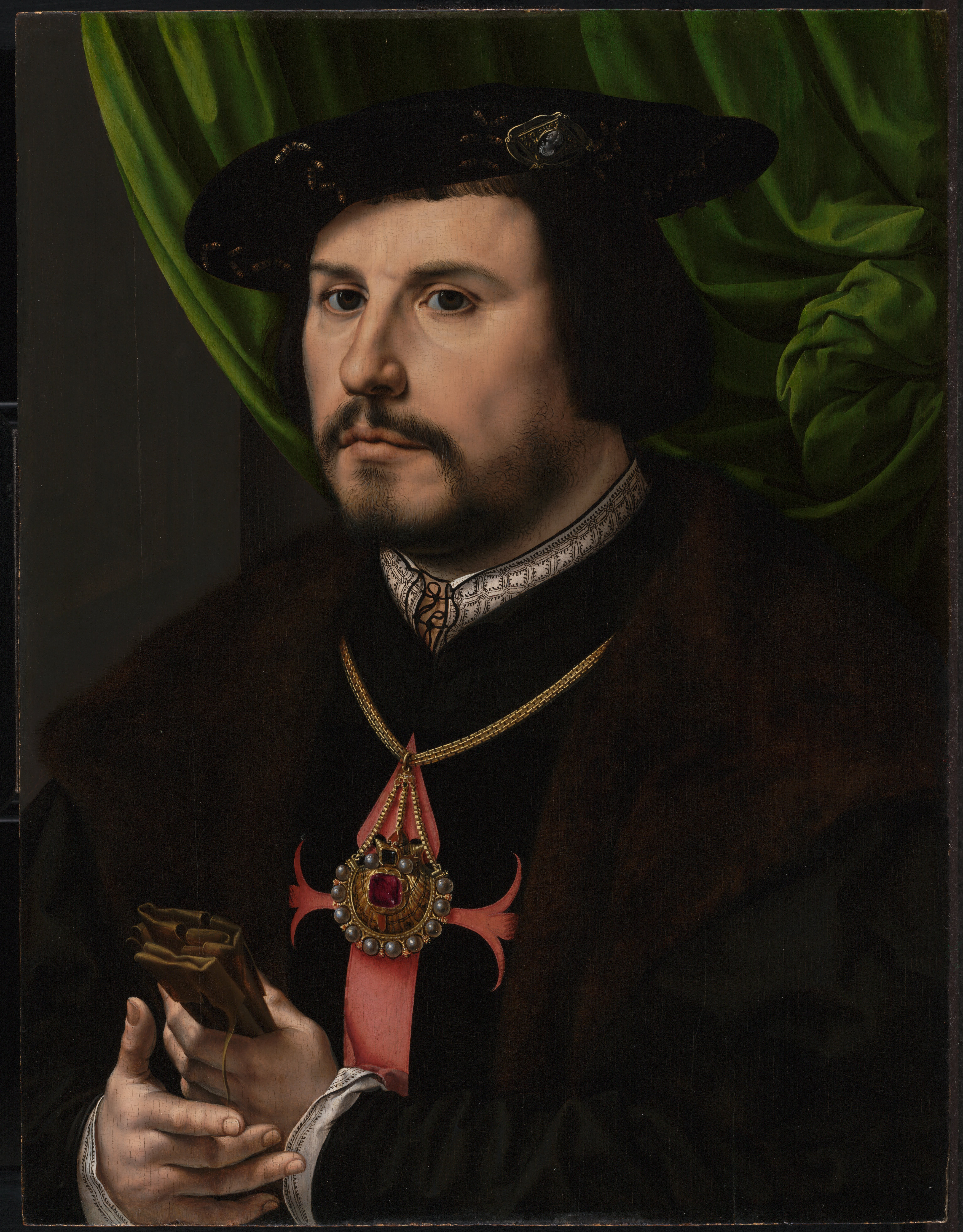
Francisco de los Cobos met op zijn borst het kruis en het ordeteken van de Orde van Santiago. Schilderij door Jan Gossaert, ca. 1530

Francisco de los Cobos y Molina (Úbeda in Andalusië, ca. 1477 - Úbeda, 10 mei 1547) was een hoge ambtenaar met grote invloed in de Spaanse regering van keizer Karel V.

## Opkomst als secretaris
Francisco de los Cobos stamde uit een notabele, maar sterk verarmde familie. Als zoon van Diego de los Cobos en Catalina de Molina werd hij circa 1477 geboren in het kleine Andalusische stadje Úbeda.
Francisco de los Cobos begon zijn carrière toen hij op 18-jarige leeftijd als assistent in dienst kwam bij zijn oom Diego Vela Allide, die secretaris van koningin Isabella van Castilië was. Haar echtgenoot, koning Ferdinand II van Aragon, benoemde hem in 1503 tot publiek notaris en koninklijk schrijver (escribano) en in 1508 werd hij bovendien thesaurier (contador mayor) van Granada.
Na het overlijden van koning Ferdinand in 1516 reisde Cobos namens de regent, kardinaal Cisneros, naar Vlaanderen om het vertrouwen te winnen van de raadsheren van de nieuwe koning van Spanje, de latere keizer Karel V. Dit lukte en op 12 december 1516 werd hij benoemd tot Spaanse secretaris van de jonge koning. Als zodanig begeleidde hij Karel V naar Spanje en ook op diens reizen naar de Nederlanden en Duitsland in 1519 en 1520. Hij werd een van Karels belangrijkste adviseurs en werkte vaak rechtstreeks met de keizer samen, in plaats van de formele weg via grootkanselier Mercurino di Gattinara te bewandelen.

## Hoofd van de Spaanse financiën
In 1519 was Cobos benoemd tot secretaris van de Raad voor de Indiën, die verantwoordelijk was voor de Spaanse overzeese gebieden in Zuid- en Midden-Amerika. Hierdoor kreeg hij de controle over het smelten en waarmerken van het goud en zilver dat vanuit de Indiën naar Spanje kwamen. Voor zichzelf verkreeg hij het recht op een heffing van 1% over deze inkomsten. Een soortgelijk recht zou hij ook krijgen op de invoer van zout.
Cobos kreeg nog meer invloed op de Spaanse overheidsfinanciën toen hij in 1523 benoemd werd tot secretaris van de nieuw opgerichte Raad van Financiën (Consejo de la Hacienda). Hoewel hij altijd bedacht was op eigen voordeel, beheerde Cobos de schatkist zorgvuldig en eerlijk en er zijn geen aanwijzingen dat hij publieke gelden heeft verduisterd.
Al gauw werd hij ook de secretaris van nog vier andere regeringsraden en daarmee de meest invloedrijke ambtenaar, die als een spin in het web de Spaanse regeringszaken wist te coördineren. Zijn kantoor was verantwoordelijk voor alle zaken van Castilië, de Indiën en na 1530 ook voor alle Italiaanse zaken. Alleen de zaken van Aragon bleven onder de bevoegdheid van de Aragonese vicekanselier Mai vallen.

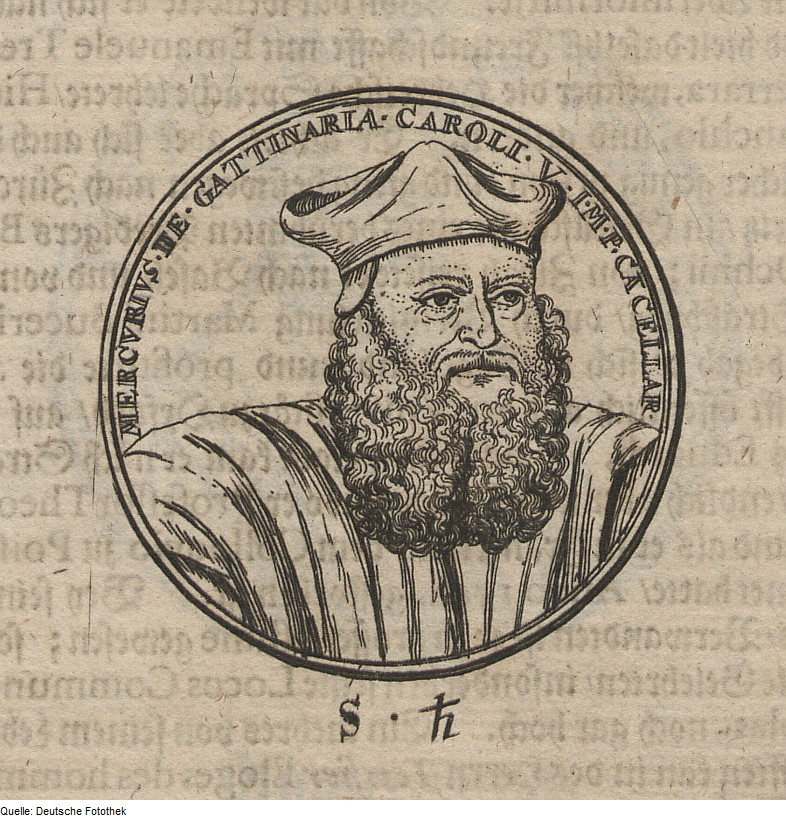
Tekening van een penning met daarop een portret van Mercurino di Gattinara

Voor de rest van Europa was aanvankelijk de ambitieuze grootkanselier Mercurino di Gattinara verantwoordelijk. Diens plannen om een centralistisch en uniform bestuursmodel voor al Karels rijken op te zetten wist de vooral op Spanje gerichte Cobos in 1528 met succes te verijdelen. Deze nederlaag van Gattinara bracht Cobos op het hoogtepunt van zijn macht. Hij zag dit bevestigd met zijn benoeming tot lid van de Spaanse Raad van State (Consejo de Estado) op 4 oktober 1529.
Na het overlijden van Gattinara in 1530 benoemde Karel V geen nieuwe grootkanselier meer. Hij gaf voortaan de voorkeur aan rechtstreekse samenwerking met zijn twee belangrijkste staatssecretarissen: Francisco de los Cobos voor de Spaanse aangelegenheden en Nicolas Perrenot de Granvelle voor de aangelegenheden van alle overige landen.
Per 1 juli 1539 werd Cobos benoemd tot secretaris van kroonprins Filips en enige maanden later tot Contador Mayor, hoofd van de gehele Spaanse overheidsfinanciën. Na het vertrek van Karel V uit Spanje in november 1539 bleef Cobos achter om de regent, Karels zoon Filips, bij te staan, met speciale zorg voor de koninklijke financiën.
Toen Filips in 1543 uit Spanje vertrok voor zijn huwelijk en een Europese rondreis werd Cobos lid van de regentschapsraad die Spanje tot de terugkeer van de vorst bestuurde.
Francisco de los Cobos trok zich in februari 1547 terug op zijn landgoed in zijn geboorteplaats Úbeda. Daar overleed hij op 10 mei 1547, ongeveer 70 jaar oud.

## Rijkdom en status
Francisco de los Cobos was van eenvoudige afkomst en zoals vele niet-adellijke overheidsdienaren streefde ook hij rijkdom en status na. Vanuit zijn invloedrijke positie in de Spaanse regering en zijn goede relatie met Karel V wist hij enorme bezittingen, inkomsten en hoge gunstbewijzen te vergaren.
Zo werd hij in 1519 opgenomen in de prestigieuze Orde van Santiago en werd hij in 1529 benoemd tot grootcommandeur (comendador mayor) van Léon, de hoogste positie die voor niet-adellijken in deze orde bereikbaar was. Hij was bijzonder trots op dit ambt, getuige het feit dat hij zich in zijn nieuwe waardigheid liet vereeuwigen op een schilderij van Jan Gossaert en voortaan zijn stukken ondertekende met "Covos comendador mayor". Ook anderen noemden hem wel kortweg "comendador mayor".
In 1537 verwierf hij de heerlijkheid Sabiote en een jaar later die van Torres. Voor deze heerlijkheden wist Cobos in 1541 een zogeheten Mayorazgo te verkrijgen, een privilege dat bepaalt dat ze als onvervreemdbaar bezit bij eerstgeboorte op de oudste zoon zullen vererven. In beide heerlijkheden bezat hij een kasteel en in zijn geboorteplaats Úbeda had hij een paleis laten bouwen, net zoals in Valladolid, de toenmalige Spaanse regeringszetel.
Na zijn overlijden werden deze bezittingen geschat op een waarde van minstens 130 miljoen maravedís, oftewel ca. 347.000 dukaten. Al zijn inkomsten uit onroerende zaken, salarissen, rechten en privileges beliepen in 1546 ruim 19 miljoen maravedís, oftewel 53.000 dukaten per jaar.
Ook met zijn huwelijk streefde Cobos een statusverhoging na. Hij trouwde in 1522, op ongeveer 45-jarige leeftijd, met de toen pas 14-jarige doña María de Mendoza y Sarmiento (1508-1587). Als dochter van Juan Hurtado de Mendoza, graaf van Rivadavia, en María de Sarmiento stamde zij uit het machtige Castiliaanse geslacht Mendoza.
Francisco de los Cobos en María de Mendoza kregen twee kinderen: een zoon Diego en een dochter María, die in 1541 trouwde met Gonzalo de Córdoba, hertog van Sesa. Zijn zoon Diego liet Cobos al als kind tot kanselier van de Indiën benoemen, een functie die hij tot Diego's meerderjarigheid uiteraard ook weer zelf waarnam.